# 哈利波特世界觀與設定
在英國作家J·K·羅琳創作的奇幻小說系列《哈利波特》及其相關作品裡的虛構世界包括著兩個截然不同的社會：巫師世界（又稱魔法世界）與麻瓜世界。在小說中，巫師世界跟麻瓜世界是共存的，而麻瓜世界是大多數非魔法人口所居住的世界，儘管大部分時間巫師都隱藏於作為麻瓜的非魔法人類當中。《哈利波特》系列的背景設定在20世紀90年代的英國，英國魔法界擁有自己的法律、政府部門與魔法學校，普遍使用魔法。巫師在魔法世界隱居，對外隱藏著自己的能力。

## 基礎設定
除了第一集小說的開篇（發生於1981年11月1日）和第七集小說的尾聲（發生於2017年9月1日）外，整個《哈利波特》系列都設定在1991年-1998年之間。在《哈利波特》時間線的不同點，倒敘與提前敘述分別描繪了1920年代、1930年代、1940年代、1970年代、1980年代、2010年代和2020年代的魔法世界。
魔法世界的描繪以魔法為中心，而魔法是一種與生俱來的能力，能以魔杖等道具施放。
巫師世界為了不讓麻瓜們知道魔法世界的存在，而付出了大量的努力。起初巫師世界和麻瓜世界是共存的，然而，數個世紀以來麻瓜對那些擁有魔法的人的持续迫害，迫使巫师们制定了一系列法律，旨在隐藏魔法世界的存在。第一個也是最重要的法規是1692年的《國際巫師保密法（the International Statute of Wizarding Secrecy）》，當中涉及禁止使用麻瓜的人工製品；限制未成年巫師在校外使用魔法，並规定故意向麻瓜社會暴露魔法能力將會受到懲罰。不过在危及生命（不论巫师或麻瓜）的情況下，巫师们被允许可以在麻瓜面前使用魔法以避免伤害。這些法律由魔法部執行，其中的一個特殊部門──魔法意外和災難部門的除憶師（Obliviators），職責是確保看到魔法的麻瓜不會留下「不方便」的記憶。另外，也有部分麻瓜可以豁免于保密法，包括巫師的麻瓜親屬與需要同魔法部接洽的麻瓜高級政治領袖（如英國首相）。正如在《神秘的魔法石》第一章所見，佛地魔於1981年第一次倒台時的歡呼雀躍，導致這些法規暫時被忽視，巫師無緣無故地暴露於麻瓜面前，使麻瓜大为困惑。
跟麻瓜世界相比，魔法世界的科技發展相對落後。例如，照明用具為蠟燭，而非使用電力、煤氣管／燈泡；依旧使用貓頭鷹通訊而不是簡單便捷的電話或电子邮件，不過，貓頭鷹毋需寄件人知道收件人的確切位置或電話號碼即可送達。某方面來說，魔法與電力在雙方的世界是等價的，但電子裝置在充滿魔法的地方（如霍格華茲）沒有作用，而巫師使用的麻瓜裝置（例如照相機和收音機）可以使用魔法代替電力運作。不過，這種例子很少見；巫師鮮少使用麻瓜科技，就算科技會讓他們生活得更輕鬆，大部分的巫師對此不感興趣。（偶爾有例外，例如最大的抱負為「找出飛機如何飛行」的麻瓜狂熱者亞瑟·衛斯理）。純血巫師對麻瓜科技的運作方式感到困惑，霍格華茲為對這方面有興趣的學生開設了「麻瓜研究」課程。哈利·波特有幾次的任務是解釋麻瓜科技的工作原理，例如在《消失的密室》中向衛斯理先生介紹電話；在《阿茲卡班的逃犯》開頭，榮恩·衛斯理给哈利的第一個電話，帶來了災難性的后果。
魔法世界也沒有採納現代麻瓜訊息记录與传递的模式。例如，霍格華茲的學生用蘸有墨水的羽毛筆和羊皮紙做筆記和作業，而不會使用钢筆／鉛筆、紙張和電腦等電子裝置。巫師世界的金錢也是相当传统的，當英國麻瓜於1971年使用十進位制時，英國巫師繼續沿用他們的貨幣系統──29枚铜納特（Bronze-Knut）兌1枚銀西可；17枚銀西可（Sickle）兌1枚金加隆（Gold Galleon）。還有，魔法貨幣全是金屬硬幣，沒有紙幣。魔法世界至少有一輛火車──由蒸汽火車頭牽引的霍格華茲特快列車。魔法世界有收音機，但沒有電視。魔法掃帚會量產，並像麻瓜汽車一樣定期推出新型號。另一方面，魔杖是由技藝精湛的工匠手工製作的，每枝獨立的魔杖都透過漫長而艱苦的過程來製作。魔法世界的印刷是由機械印刷機進行，而不是通過魔法進行（至少《謬論家》是這樣製作的）。
英國的巫師世界在許多方面跟麻瓜世界類似。例如，年滿17歲的巫師可以考取現影術許可，同齡麻瓜則能考取汽車駕照。不論在麻瓜中學抑或是霍格華茲的五年級和七年級，學生們都需要進行校外考試。麻瓜流行文化的某些方面也反映在魔法世界中，例如搖滾音樂、海報和小報。一些年輕的巫師全心全意地擁抱麻瓜文化，如：天狼星·布萊克於少年的時候於其房間內擺滿麻瓜美女、摩托車和搖滾樂隊的照片，以反抗有偏見又憎恨麻瓜的父母。在改編自《鳳凰會的密令》的電影中可以聽到麻瓜音樂──在葛來分多交誼廳可以聽到麻瓜樂隊普通男孩的音樂於電影背景中播放。
麻瓜出身或是混血（麻瓜與巫師的後代）的巫師和女巫傾向於採用麻瓜的成長方式，他們更容融入麻瓜社會並迎合麻瓜潮流；葛來分多學生丁·湯瑪斯經常以西汉姆联足球俱乐部的海報裝飾寢室；阿不思·鄧不利多曾表示對麻瓜編織圖案和保齡球感興趣。

## 地理
《哈利波特》的宇宙中並沒有獨立的「魔法土地」，魔法世界與麻瓜世界在一起，而且嵌入其中。在英國，唯一完全由巫師人口組成的定居點為活米村。巫師通常居於麻瓜村莊的幾個家庭組成的小社區中，例如西部國家的高錐客洞（鄧不利多和波特家族的故鄉）或是康沃爾郡的廷沃思（Cornwall）。整個家族都是巫師的家庭，比如衛斯理家、迪哥里家、洛古德家和福西特家，都住在德文郡凱奇波區奧特瑞街（Ottery St Catchpole）的麻瓜村落附近。《哈利波特》小說中許多巫師的小屋位於城鎮的郊區，遠離城鎮的大部分社區。
同樣地，巫師大街斜角巷位於倫敦市中心，就在查令十字路口。霍格華茲特快列車從真正的倫敦國王十字車站的9¾月台出發。這些地點被施加了复合保护魔咒，包括麻瓜排斥咒、迷幻術等，使得麻瓜無法進入這些魔法地點，除非有巫師陪同。《哈利波特》系列中最廣為人知的場景是霍格華茲城堡，大部分的故事情節都在城堡中發生。霍格華茲城堡位於蘇格蘭某處，依照的描述，霍格華茲城堡被無數的魔咒保護著，對靠近的麻瓜來說只是一個被遺棄的廢墟和一堆警告牌，而且科技裝置在那裡也會失靈。許多魔法地點（例如蘇格蘭海岸外的德雷爾島、或魁地奇世界盃體育場和巫師監獄阿茲卡班）都「不能繪製在地图上」或無法在地圖上定位。麻瓜自然傾向於忽略無法解釋、理解的事物的影響。儘管巫師社會大部分直接跟麻瓜生活在同一社區，但自1692年的《國際巫師保密法》頒布以來，這兩個社群之間幾乎沒有交流。很少有巫師了解最基本的麻瓜文化（例如，大多數巫師不了解麻瓜服飾習俗）。在某些偶尔的场合，如果要求巫師或女巫穿著麻瓜服裝，通常会导致十分滑稽可笑的结果。
虽然系列故事发生的地点主要在英国，但是有证据表明魔法世界的触手遍布全球，《火盃的考驗》中描述了魁地奇世界盃上有許多說外語的人。相当数量的愛爾蘭巫師曾於霍格華茲就讀並替魔法部裡工作，以及很多不同国籍的学生就讀於波巴洞魔法學院（Beauxbatons）和德姆蘭學院（Durmstrang），这些信息显示出，巫師世界的邊界不同於麻瓜世界的地緣政治劃分。不过，保加利亞與愛爾蘭等國家都有代表他們參加魁地奇世界盃的國家隊──尽管這些國家的麻瓜並不知道有這種比賽。《阿茲卡班的逃犯》還暗示著巫師在古埃及歷史的重要作用，並且可能是現代世界許多歷史奇蹟的幕後推手，比如埃及金字塔與陵墓。

## 動物和植物
魔法世界孕育了許多魔法動植物，其中魔法動物（奇獸）在民俗傳說和神話中耳熟能詳，比如幻形怪、龍、巨人、精靈、獨角獸，而許多有神奇特性的植物（如魔蘋果、附子、水仙和艾草）亦然。在巫師的努力下，它們已經隱藏了幾個世紀，從麻瓜民間傳說中消失。在霍格華茲，學生獲准攜帶某些類型的寵物到學校：貓、貓頭鷹、老鼠和蟾蜍。
J·K·羅琳寫了一本關於奇獸的衍生作品，名為《怪獸與牠們的產地》，作為《哈利波特》系列的補充資料。書中，奇獸分類為「怪獸」、「靈性生物」和「靈魂」。《怪獸與牠們的產地》和同名電影經常提到管理奇獸的法律。它跟任何法律一樣，會隨著時間而變化，並且因國家／地區而異。奇獸管控部門所制訂的法律一方面是保護牠們，另一方面保護巫師免受危險奇獸傷害，並管理某些魔法生物的所有權，以及把牠們隱藏於麻瓜世界之外。在同名電影中，當時巫師社會的政治形勢全面禁止擁有魔法生物。

## 血統
巫師世界與麻瓜世界長期分離，導致許多巫師主張保持两者各自的独立性。有些巫師認為麻瓜出身的巫師愚蠢又不可信，甚至部分极端者认为他们是低等族群。這些極端主義者把巫師或女巫跟麻瓜的通婚視為異族通婚，並且提倡保持「純血」。這是佛地魔意識形態的一部分，而布萊克家族會跟任何與麻瓜或混血巫師結婚的家庭成員斷絕關係。然而，在《消失的密室》中，海格和榮恩都表示可能已经沒有绝对的「純正血統」了，因為所有巫師（經過充分调查）都可能在其家族歷史中找到一些跟麻瓜的血缘。

### 純血
純血（Pure-blood）一詞適用於家中族譜裡完全沒有麻瓜血統、麻瓜出身者或混血的巫師和女巫。純血是三種血統中最稀有的，J·K·羅琳指出巫師社區的10%為純血巫師和女巫。嚴格來說純血家族並沒有麻瓜祖先，但巫師人口較少導致「真正的」純血極為罕見，有些巫師刻意忽視或不承認家族中為數不多的麻瓜。已確定的純血家族包括布萊克家族、柯羅奇家族、夫子家族、剛特家族（儘管該家族於《神秘的魔法石》開始之前就滅絕了）、雷斯壯家族、隆巴頓家族、馬份家族和衛斯理家族（但最新一代有混血成員）。為了保持他們的血統純潔，眾所周知，一些種族優越論的家庭會通過與表親結婚以壯大其家族，有時會導致家庭成員精神不穩定和暴力傾向。第六集小說中，剛特家族就表現出這兩種傾向。
純血優越論者相信血液純度是衡量巫師魔法能力的標準──儘管有熟練的麻瓜出身女巫的例子──如妙麗·格蘭傑和莉莉·波特，以及技能較差的純血巫師──如奈威·隆巴頓（由於其英勇无畏的精神，他的能力於《死神的聖物》中得到体现），然而麻瓜是最低等的族群，他們並沒有魔法。純血優越論者使用「血統叛徒」一詞称呼非純種血統的人結婚生子的純血巫師和女巫身上。
《哈利波特》小說中的純血巫師及女巫幾乎全部都是種族優越論者，但其中也有一些不提倡血統至上的；衛斯理家、波特家和隆巴頓家是古老的純血統家族，但這些家族中沒有已知的成員對純血優越論者表示贊同。傳統上純血且支持純血優越論的布萊克家族，似乎每一代也產生了一兩個這樣的害群之馬，也就是天狼星·布萊克和貝拉·雷斯壯與水仙·馬份的妹妹──美黛·東施（Andromeda Tonks），後來她嫁給麻瓜出身的泰德·東施（Ted Tonks），並成為了小仙女·東施的母親。
一些巫師對純血的概念表示完全質疑，阿不思·鄧不利多在他的《吟遊詩人皮陀故事集》的副本（後來以遺物贈給妙麗·格蘭傑）中，他的註釋指自己認為大肆吹噓的血統純潔並不存在，並且這只是支持純血優越論的巫師欺騙所維持的虛構作品。

### 混血
混血（Half-blood）一詞適用於家中族譜裡擁有結合魔法與麻瓜祖先血統的巫師和女巫。他們是最常見的巫師血統，其數量遠超純種和麻瓜出身的人。羅琳曾表示，在霍格華茲的年度入學人數中，有50%的學生都是混血的。純血優越論者認為儘管混血巫師及女巫優於麻瓜和麻瓜出身者，但仍不及純血的優勝。馬份家族是一個蔑視麻瓜的富裕巫師家族，他們試圖保持血統純潔，但若發現缺乏適合結婚之純種血統的人，跟混血巫師或女巫結婚是可以接受的選擇。
- 佛地魔是個混血巫師，很少有巫師知道他的秘密──其父親老湯姆·瑞斗是個麻瓜；
- 賽佛勒斯·石內卜也是個混血巫師，其父親托比亞·石內卜（Tobias Snape）是個麻瓜，因此石內卜給自己的綽號為「混血王子」；
- 哈利·波特本人也是個混血巫師，他的純血父親詹姆·波特跟麻瓜出身的女巫莉莉·伊凡結婚，而哈利的外祖父母都是麻瓜。

### 哑炮
哑炮（Squibs）是指具魔法能力的巫師父母所生的孩子，但該孩子並不能發展其魔法潛力。这刚好与麻瓜出身的巫師和女巫對立。哑炮的出生很罕見：小說中提到的哑炮有阿各·飛鼠、阿拉貝拉·多琳·費和茉莉·衛斯理任職會計師的第二位堂表親。魔法部不要求他們註冊成為魔法社会的成员。哑炮們會跟巫師們分享一些他們意識及理解到巫師世界的事。他們還可以看到一般麻瓜看不到事务比如被隐匿的霍格華茲城堡和摄魂怪。然而，根據榮恩的牡丹姑婆所稱，哑炮们通常会被送到麻瓜學校，並被鼓励融入麻瓜世界，這比讓他們永遠留在被视为「下等人」的巫師世界還要「仁慈得多」。相比于麻瓜和麻瓜出身巫师在大部分巫師世界都被接受甚至被尊重，家族裡有一個哑炮通常被認為是讓人蒙羞的事。奈威·隆巴頓曾經說過，其家人最初認為他是一个哑炮，直至其伯叔祖阿爾吉（Algie）把他從二樓的窗戶扔了下去，後來奈威於路上彈了起來；身为默然者的阿不思·鄧不利多的妹妹阿蕊亞娜（Ariana）也曾被误认为是個哑炮。

### 麻瓜出身
麻瓜出身（Muggle-born）一詞適用於父母都是麻瓜的巫師和女巫。羅琳曾表示，他們是三種巫師血統中第二種常見的，約佔巫師社區的25%。他們通常被認為是嫁給麻瓜的哑炮後裔，而其潛藏的魔法基因可能會在幾代之後重新浮現。這就如哈利·波特的母親莉莉·伊凡與他的好友妙麗·格蘭傑都是麻瓜出身。跟其他巫師家庭的孩子透過貓頭鷹收取霍格華茲錄取通知書不同，霍格華玆的員工通常會親手把這封信交給麻瓜出身的孩子，以便跟他們的麻瓜父母會面和解釋。
純血優越論者一般認為麻瓜出身者魔法不足，儘管有相反的例子，就如莉莉和妙麗那樣，她們在自己的魔法能力方面異常地擅長。純血優越論者會以帶有攻擊性的貶義詞「泥巴种（Mudblood）」來指代麻瓜出身者。海格在听到跩哥·馬份為了侮辱和挑釁妙麗而對她說出這個詞时十分愤怒，因為這種侮辱的用词永遠不应该出現於談話中。妙麗在由於她的血統而被貝拉·雷斯壯折磨後，她決定以自豪而非羞恥的態度重新使用「泥巴种」一詞，以消除其作為誹謗和侮辱的用法。
在佛地魔統治期間，法律要求麻瓜出身者於桃樂絲·恩不里居領導的麻瓜出身登記委員會那裡進行登記。在此期間，神秘部門聲稱麻瓜出身者從「真正」的巫師处竊取了魔杖和魔法。其他巫師和女巫（如榮恩·衛斯理）并不认同這個观念，并提出质疑：如果魔法真的可以被窃取，那么哑炮将不复存在。佛地魔倒台後，恩不里居被囚禁於阿茲卡班，委員會的其他成員则不是被監禁，就是成為了逃犯。

### 混種
混種（Mixed species）是指那些人類巫師或女巫跟或多或少具有人類智慧的魔法生物所結合的產物，例如花兒·戴樂古和其妹妹佳兒·戴樂古（二人都有四分之一的迷拉血統）、孚立維教授（四分之一的精靈血統）、美心夫人及海格（兩人同樣是半巨人）。具偏見的巫師（如恩不里居）經常使用侮辱性用語「雜種（half-breed）」來指稱混血巫師與其他不同物種的生物（例如狼人、家庭小精靈、人魚和人馬）結合而生的巫師或女巫。該系列小說中的人馬更喜歡離群索居，鮮有跟人類互動。

## 政府與政治

### 魔法部
魔法部（M.o.M.）是英國魔法界的政府機關，該政府於《神秘的魔法石》中首次被提及，它對英國魔法界進行各方面的管制，並制定了不少法規。魔法部的最高級官員為魔法部部長，康尼留斯·夫子是第一位出現於小說中的魔法部部長。
魔法部本身直至《鳳凰會的密令》才出現。隨著小說情節的進展，魔法部越來越腐敗，並且在佛地魔崛起期間達到最低點。已知的魔法部部長包括了密生·巴諾（小說開始前），康尼留斯·夫子、盧夫·昆爵、派厄思·希克泥（被佛地魔以蠻橫咒間接控制）、金利·俠鉤帽。
根據J‧K‧羅琳的《北美魔法史》，美國魔法界的政府機關為成立於1693年的美國魔法國會（MACUSA），其最高長官為美國魔法國會主席。

### 國際關係
世界上的魔法政府在某種程度上團結於國際巫師聯合會之中。這個組織肩負很多責任，主要是為了執行《國際巫師保密法》。他們參考了魔法部的國際魔法交流合作部門以及各種國際機構，如國際魔法交易標準機構、國際魔法辦公室、國際巫師聯合會和國際魁地奇協會。這就如在《火盃的考驗》中的魁地奇世界錦標賽的描述中所指，愛爾蘭和保加利亞的巫師（可能還有來自其他國家的巫師）能夠感受到強烈的民族自豪感，並且非常渴望他們的國家獲勝──儘管愛爾蘭和保加利亞麻瓜於這兩個國家佔了大部分人口，但他們並沒有意識到錦標賽正在舉行。
這些小說中並沒有提到麻瓜政府之間的緊張局勢和戰爭（例如，世界大戰或冷戰）有多大程度上影響了各自巫師政府之間的關係。然而，羅琳曾強烈暗示，黑巫師葛林·戴華德的崛起與他在1945年被鄧不利多擊敗都跟第三帝國的興衰有關。

### 跟麻瓜的關係
根據1692年《國際巫師聯合會保密法》法規，魔法世界與麻瓜世界被隔開來，大多數魔法物品對麻瓜來說是隱藏的。通常，麻瓜對魔法世界一無所知。以英國來說，魔法事件於麻瓜世界出現時，魔法部會施展記憶咒善後；另一方面，魔法世界的巫師和女巫對麻瓜世界知之甚少，當他們不得不試圖偽裝成麻瓜以進出麻瓜世界，並「冒險」走到正常的街道時，往往會發生幽默的事情。在魔法世界，麻瓜術語「電話（telephone）」、「自動手扶梯（escalator）」、「水管工（plumber）」、「手槍（firearms）」或「警察（policeman）」常見的錯誤發音分別為「fellytone」、「escapator」、「pumble」、「firelegs」和「please-men」。
魔法部會向麻瓜施展記憶咒來保密。然而，有些麻瓜跟魔法世界有所互動，而巫師的麻瓜親屬是少數得知魔法世界存在的麻瓜，例如：妙麗的父母麻瓜、哈利的親戚德思禮一家。除了麻瓜出身的巫師家庭，還有混血巫師家庭。西莫·斐尼干的母親是一名女巫，婚後才告訴麻瓜丈夫她的魔法能力。
霍格華茲設有麻瓜研究科目。
兩個世界之間的財務關係不明，不過可以把麻瓜的貨幣轉換成巫師的貨幣。

#### 政策
在《哈利波特－阿茲卡班的逃犯》中，哈利寫了一篇關於中世紀獵巫的文章，這是《國際巫師保密法》成立和巫師世界躲避麻瓜的原因。在《吟遊詩人皮陀故事集》中，阿不思·鄧不利多在每篇故事之後寫下筆記，記下了不希望孩子接觸到親麻瓜意識形態的巫師如何修改故事內容。
《怪獸與牠們的產地》顯示，世界各地的巫師政府跟麻瓜的關係不同，甚至可能像其他政策一般隨著時間而變化。電影中，紐特·斯卡曼德認為美國的麻瓜法律「相當落後」，並指出美國巫師被禁止跟麻瓜接觸。
英國魔法界與麻瓜世界的唯一官方聯繫為魔法部部長與英國首相，魔法部部長會向每一任首相告知魔法界的存在。

## 教育

點亮魔杖。

### 霍格華茲前
在魔法世界中，接受魔法教育似乎沒有官方的前身；顯然，作為巫師的父母會把一些基本的非魔法主題──如讀寫能力和算術，在家教育他們的孩子。然而，英國的巫師世界並不存在義務教育的法律，麻瓜出身的巫師（或麻瓜養育的巫師）在入讀霍格華茲之前顯然曾接受普通的麻瓜初級教育，這可以被視為一種認知優勢或劣勢。巫師父母可以繼續讓他們的孩子在家上學，或是把他們送到霍格華茲，或是送他們到海外的其他魔法學校。然而，在佛地魔推翻魔法部那段期間，到霍格華茲上學是強制性的，這樣他的追隨者就可以完全控制著青少年巫師。

### 霍格華茲後
在完成霍格華茲的教育後，並沒有標準的巫師高等教育，也沒有知名的巫師大學。成功的霍格華茲學生被認為已經準備如成年人般工作，儘管有些巫師專業確實需要於完成霍格華茲的學業後完成特殊且為期數年的培訓計劃，當中包括正氣師和治療師（魔法世界的醫生）。有時，年輕巫師及女巫於畢業後會周遊世界以「觀察外國巫師」來完成學業。在《死神的聖物》中，埃菲亞斯·多吉（Elphias Doge）描述了他跟其朋友鄧不利多環遊世界的計劃是如何因為後者母親的去世而中斷。同樣地，奎若教授於慶祝其學術生涯後，也抽出時間來獲得第一手經驗。

### 巫師考試管理局
巫師考試管理局（The Wizarding Examinations Authority）是負責考核普等巫測和超勞巫測的魔法學校五年級、七年級學生的機構。這些考試跟英國、威爾士和北愛爾蘭的麻瓜世界學校（蘇格蘭學校的國民5級及以上）中的GCSE及A-Level相關。考試管理局的負責人溫順·馬治邦是一位異常年長的女巫，她曾於鄧不利多應考超勞巫測的時候為他監考。
普通巫術等級測驗（Ordinary Wizarding Levels），簡稱普等巫測（O.W.L.s），是於霍格華茲五年級學生需要進行的巫師考試。普等巫測由巫師考試管理局主持，影響學生畢業後的工作資格。

##### 評級
| O | 傑出（Outstanding）      | 具可能的最高等級           |
| E | 超乎期待（Exceeds Expectations） | 高於平均水平               |
| A | 合格（Acceptable）           | 平均；最低及格成績         |
| P | （Poor）                 | 不及格的評級               |
| D | 糟糕（Dreadful）             | 最低普通等級；不及格的評級 |
| T | 山怪（Troll）            | 最低等級                   |

#### 超級疲勞轟炸巫術測驗
超級疲勞轟炸巫術測驗（Nastily Exhausting Wizarding Tests），簡稱超勞巫測（N.E.W.T.s），是在霍格華茲七年級學生需要參加的巫師考試。超勞巫測是最後的考試，以評估女巫或巫師有資格從事哪方面的工作。妙麗於《死神的聖物》結束後回到霍格華茲參加超勞巫測，哈利與榮恩卻從來沒有應考。儘管如此，哈利還是在未來成為了魔法執行部門的主管。

### 其他已知的海外魔法學校
- 波巴洞魔法與巫術學院（法國）
- 卡斯特羅布舍（巴西）
- 德姆蘭學院（北歐）
- 伊法魔尼魔法與巫術學院（北美）
- 魔法所（日本）
- 瓦加杜（非洲）

## 貨幣

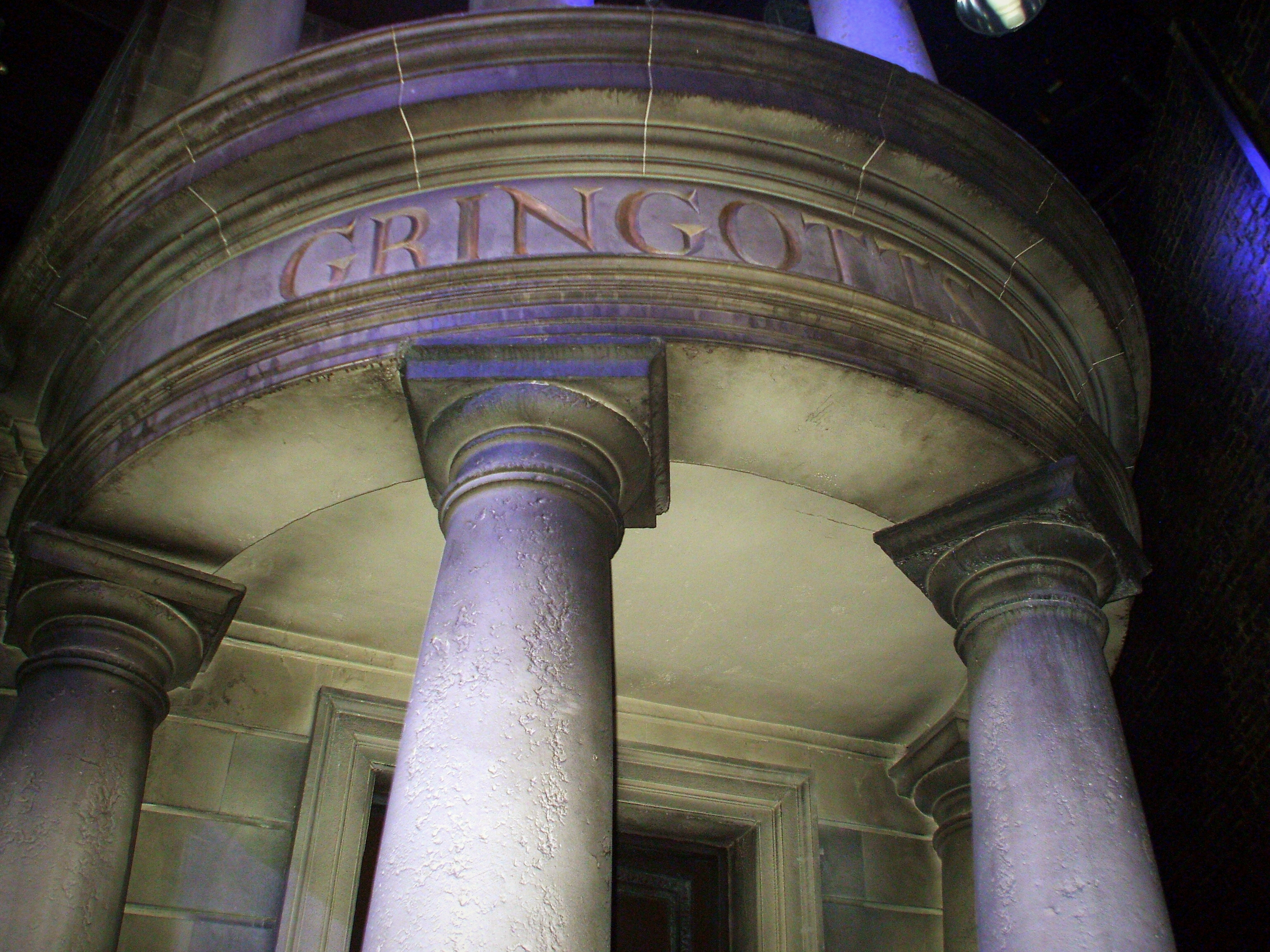
位於哈利波特製作中古靈閣銀行的電影場景。

在英國，巫師與女巫使用一種虛構的貨幣系統。該貨幣系統僅使用硬幣作為記帳單位。它基於三種類型的硬幣，按照價值遞減的順序，分別為：金加隆（Gold-Galleon）、銀西可（Silver-Sickle）和青銅納特（Bronze-Knut）。巫師銀行為擁有麻瓜貨幣的人提供貨幣兌換服務。《哈利波特》系列中唯一出現的銀行是位於倫敦斜角巷的古靈閣，它擁有數百個保險庫。帳戶持有人可以使用這些保險庫來儲存任何他們希望保管的東西。海格表示巫師擁有這「唯一」的銀行，並認為古靈閣是除了霍格華茲以外最安全的地方，可以用於存放貴重或敏感的物品。
古靈閣的一些員工駐紮於英國以外的國家，並負責回收找回寶物供銀行使用。比爾·衛斯理被介紹為這種員工，他在埃及擔任破咒員，並從古墓中提取財富。

### 硬幣
英國魔法世界有三種硬幣，分別為加隆（Galleon）、西可（Sickle）和納特（Knut）。三種硬幣中最大面值的是加隆，外形為金色的圓形、比其他硬幣大，邊緣刻有一組序號，標識了負責鑄造硬幣的妖精，因其外形又稱金加隆（Gold Galleon）。根據《神秘的魔法石》，1金加隆可以兌換為17銀西可，而1銀西可能夠兌換為29青銅納特。根據《Pottermore》，巫師從未改變度量衡制度（即英尺到米、盎司到克、磅到公斤等），他們可以用魔法換算。

### 匯率
J. K. 羅琳在2001年的訪談中透露，1金加隆大約為5英鎊（當時匯率約為7.50美元或5.50歐元）。
《怪獸與牠們的產地》為慈善事業而籌集所得的1.74億英鎊，相當於34,000,872金加隆，以及14西可和7納特。這意味著1金加隆相當於5.12英鎊，然而這本書的封面價格為2.50英鎊（3.99美元），可兌換為14西可和3納特，推測其匯率為3.01英鎊等於1金加隆，或者是向麻瓜購買者提供了41%的折扣。
| 1枚納特           | 1枚西可          | 1枚加隆        |
| ----------------- | ---------------- | -------------- |
| 1 枚納特          | 29 枚納特        | 493 枚納特     |
| 0.03448...枚西可  | 1 枚西可         | 17 枚西可      |
| 0.002028...枚加隆 | 0.05882...枚加隆 | 1 枚加隆       |
| 約 1 英國便士     | 約 29 英國便士   | 約 5 英磅      |
| 約 1.5枚1美分     | 約 44 枚50美分   | 約 US$7.50美元 |

## 體育與遊戲
在魔法世界和整個《哈利波特》系列中，巫師世界的體育項目──特別是魁地奇（Quidditch）扮演著重要的角色。魁地奇是一項利用飛天掃帚於空中進行的團隊球賽運動。其受歡迎程度就跟麻瓜世界中的足球比賽一樣，世界各地的巫師們都以類似於足球的方式狂熱地追隨著它，而魁地奇世界盃是一項巫師年曆上四年一度的重大賽事。
霍格華茲的四大學院都各自擁有一支魁地奇球隊，在哈利入讀霍格華茲的一年級後不久，他便得到機會證明自己是一名天才魁地奇球員，加入葛來芬多學院的魁地奇球隊成為搜捕手，負責尋找和抓住金探子。他在魁地奇球場上的活動於幾部小說中佔有一席之地。比哈利年長兩歲的李·喬丹於霍格華茲的各項魁地奇比賽中擔任評述員，直至他畢業。除了第七集小說外，這項運動於該系列的每一部小說均會出現；由於霍格華茲需要使用場地舉行三巫鬥法大賽，以致第四屆的魁地奇校內比賽被取消，但是哈利以衛斯理一家的客人身分參與欣賞魁地奇世界盃的賽事。
其他巫師遊戲和運動包括了多多石（Gobstones），那是一種彈珠的版本，當玩家失去一分時，那些石頭會把惡臭難聞的液體噴向另一方玩家的臉上；爆炸牌（Exploding Snap），一種會爆炸的紙牌遊戲；以及，棋子會具意識並在玩家的指揮下移動的巫師棋。巫師世界也是許多其他巫師觀眾體育的舉辦場地，例如頭頂大釜（Creaothceann），那是來自蘇格蘭的掃帚遊戲，當中玩家試圖以綁在頭上的大鍋來把石頭抓住，但是該遊戲現已被禁止；魁地撲（Quodpot）是一種在美國流行的遊戲，當中涉及一個會爆炸的快浮（Quaffle）；還有掃帚比賽。

## 通訊
魔法世界有著與麻瓜世界截然不同的通訊方式，羅琳曾表示：「巫師並不真正需要使用網際網路，你會在小說的後面會發現這一點。他們有許多了解外面世界正在發生什麼事的方式，我覺得它們比網際網路有趣得多。」
巫師及女巫最常利用貓頭鷹送信，活米村內就有一家貓頭鷹郵局。巫師世界中有幾種可用的魔法通訊方式。

### 呼嚕網
呼嚕網主要用來運輸，但偶爾可當作通訊手段。巫師或女巫可以點燃一搓呼嚕粉，丟進跟呼嚕網相連的壁爐，然後將頭部放進火焰，以出現在他們打算交談的巫師或女巫的壁爐中。比如中，阿默·迪哥里的頭在壁爐與茉莉·衛斯理交談。整部系列中，天狼星·布萊克多次以此跟哈利溝通。

### 貓頭鷹
魔法世界中，貓頭鷹是作為郵政服務的替代品，用於遞送郵件和報紙；截至目前為止，貓頭鷹仍是巫師世界中最流行的通訊方式。貓頭鷹能夠用於運送包裹，數隻貓頭鷹能夠一致行動以運送更重的包裹。如若貓頭鷹需要交付一些例如報紙般需要付款的東西，收件人於通常會把那些金錢放於附在貓頭鷹腿上的一個小袋子裡。貓頭鷹不僅可用於這方面；有一次天狼星·布萊克使用了一種熱帶鳥類，可能是金剛鸚鵡於此用途上。魔法部有部門負責管理貓頭鷹郵件。貓頭鷹對如何找到牠們的收件人並沒有具體說明。在某些情況下，在牠們身上的信件上會有極其明確的地址（指定建築物內的房間或位置）。其他時候，不需提到地址，只要告訴貓頭鷹把信件交付給誰人便可。魔法部於過去經常利用貓頭鷹在魔法部大樓內傳遞辦公室之間的郵件，但根據衛斯理先生的說法，那情況一團糟得令人難以置信。現在，魔法部使用魔法備忘錄，它們會像紙飛機一樣在整個大樓中飛行，而不再是貓頭鷹。
此外，雖然貓頭鷹被描繪成直接飛向包裹的收件人，但有暗示指貓頭鷹的交通可以被監控甚至是被中斷。小說中有幾處提到「被監視的貓頭鷹」，當中哈利使用不同的貓頭鷹跟天狼星·布萊克（他的教父）交流，因為他的雪鴞──嘿美據說會引起太多的關注。嘿美有一次於被攔截和搜查後受了傷（據說是由桃樂絲·恩不里居所造成）。

### 護法咒
護法咒（Patronus）主要用於擊退催狂魔。護法咒也能讓有經驗的巫師及女巫用作交流。阿不思·鄧不利多設計及發明了一種以護法咒來傳遞聲音訊息的通信方式，並把它專供鳳凰會成員使用，這比使用貓頭鷹或呼嚕網來得更安全，而且並不受到魔法部的監控。鄧不利多、麥教授、金利·俠鉤帽和亞瑟·衛斯理在整個系列中都透過護法咒來傳遞訊息。麥教授也是該系列中唯一一個有能力同時展現出投放多個護法咒以分別發送多個訊息給不同對象的角色。護法咒也是唯一已知能夠驅趕吸魂衣（Lethifolds）的方法。
在中，賽佛勒斯·石內卜利用其護法咒把哈利·波特引領到隱藏於森林水池中的葛來分多劍。

### 黑魔法通訊
黑魔王佛地魔與他的食死人使用一種稱為「黑魔標記（Dark Mark）」的方式進行交流，這就如食死人前臂內側的烙印。當標記被按下時，其他食死人與佛地魔本人便會進行接觸。當某個食死人的黑魔標記被按下時，這會導致所有其他食死人的黑魔標記燃燒起來並向他們發出信號，好讓他們從任何地方使用消影術，並以現影術立即來到佛地魔身邊。那些追隨佛地魔的人認為黑魔標記非常重要，雖然有些人「很幸運」能擁有一個，而這種特權僅限於那些純血的巫師和女巫。據說焚銳·灰背（凶狠的狼人）不被允許擁有黑魔標記，這很可能是因為他是個狼人。
妙麗於中利用了黑魔標記的原理來製作屬於鄧不利多的軍隊成員的硬幣，她並非把訊息燃燒／烙印於該組織成員的皮膚上，而是利用互相模仿的假加隆，並且在硬幣的邊緣上帶有訊息。後來馬份和受到蠻橫咒操控的羅梅塔夫人（Madam Rosmerta）利用這種加隆互相聯繫。

### 其他交流方式
除了妙麗替鄧不利多軍隊製作魔法假加隆外，小說和電影中還使用了一些其他的交流方式。巫師肖像主題的油畫經常用於在它們的肖像懸掛地點之間的訊息傳遞。霍格華茲的前校長及布萊克家族成員非尼呀·耐吉（Phineas Nigellus）的畫像被用作於鄧不利多的辦公室與古里某街12號的另一幅肖像之間的訊息傳遞。在期間，妙麗從古里某街12號把非尼呀·耐吉的肖像帶走，並利用該肖像來獲取有關霍格華茲事件的訊息。當亞瑟·衛斯理於魔法部遭到娜吉妮的襲擊時，鄧不利多還以類似的方式聯絡另外兩名前任校長。在的開場中還可以看到一幅帶有魔法部部長與麻瓜首相之間訊息的肖像。
在小說和電影中使用的另一種閉路通信方式還有一組屬於天狼星·布萊克與詹姆·波特年輕時各自持有的雙面鏡，以便二人於不同地方的時候能夠互相交談。在中，天狼星後來把屬於他的那一塊雙面鏡交給哈利·波特，上面有一張紙條向哈利解釋指，天狼星跟詹姆在過去被單獨拘留時經常利用該鏡子來互相交談。在中，哈利於馬份莊園利用其擊碎了的雙面鏡碎片以尋求協助，後來他發現阿波佛·鄧不利多一直在使用從蒙當葛·弗列契那裡獲得屬於天狼星的那面鏡子來看顧著哈利，然而哈利卻一直不想使用它。
在魔法部內使用的紙飛機（稱為「跨部門備忘錄」）── 當亞瑟·衛斯理把哈利帶到魔法部時，衛斯理先生解釋指這些東西取代了貓頭鷹以盡量減少混亂的情況。其翅膀的邊緣帶有魔法部字樣呈淡紫色的印章。這種交流方式的一種變體出現於的電影版，當時跩哥·馬份於課堂上以飛行紙鶴的形式給哈利傳來一張便條。

## 交通

### 現影術
巫師和女巫經常利用現影術到達他們的目的地，這與電子傳輸非常相似。現影術是相當困難的事；因此，未成年的巫師和女巫被禁止使用。就如麻瓜的駕駛考試一樣，有很多巫師和女巫嘗試過現影術失敗的例子。若沒有正確使用現影術的話，那個巫師和女巫可能會在這個過程中失去其身體的一部分，這稱為「被分裂（肢體異位）」。在中，榮恩被食死人牙厲克抓住後被分裂。後來妙麗以其手袋裡的一種液體──白鮮（Dittany）的精華──來替他治癒，治療的過程需時數天。
曾經是魔法執法部負責人的鮑伯·歐登（Bob Ogden）在遭到魔份及魔佛羅·剛特襲擊後，以現影術回到其總部，帶著更多的警察回來制伏違法者。

### 交通工具
該小說及電影系列中，多個角色都以各種魔法裝置和人工製品讓自己穿梭於魔法世界與麻瓜世界。這些物品中最常見如飛天掃帚、呼嚕網絡（一種以魔法互相連接的壁爐網絡）、騎士公車，還有霍格華茲特快列車。眾所周知，某些角色會為麻瓜汽車施展魔法，使其具有神奇的功能，例如亞瑟·衛斯理的福特安格利亞，或是天狼星·布萊克的魔法摩托車。在中，圍繞進口飛毯的政治討論還在進行。

### 港口鑰
若女巫或巫師無法使用現影術，無論是因為他們無法做到，或是因為他們的同行者裡有一個未成年的巫師或女巫，他們便可以使用港口鑰（Portkeys）。港口鑰幾乎可以是任何東西，那些東西通常是麻瓜很容易忽視的平凡日常用品。若要使用港口鑰，利用咒語「港口現（Portus）」便可達成。只要使用者於離開時握著該物品，它們便可以把該使用者帶到目的地。港口鑰能夠同時傳送多人，例如在中，哈利、妙麗、衛斯理一家和迪哥里一家前往欣賞魁地奇世界盃時。港口鑰通常會偽裝成垃圾般的東西，如錫罐或舊襪子。

### 騎士墮鬼馬
騎士墮鬼馬是一種黑色有翼且瘦骨嶙峋的馬類動物，只有親眼目睹死亡的人才能看到牠。牠們拉著霍格華茲的教練，也可以被馴服和騎乘。這種運輸方式用於的時候，當時鄧不利多的軍隊成員需要前往魔法部設法營救天狼星·布萊克；牠們也用於中把哈利從小惠因區的德思禮家那裡送到衛斯理一家的洞穴屋。其他魔法鳥類也已知能夠用於飛行；例如，哈利、榮恩、金妮和洛哈教授於裡由鳳凰佛客使接載；而哈利、妙麗、榮恩與天狼星則騎乘鷹馬巴嘴脫險。

## 巫師媒體
《哈利波特》的魔法世界中，巫師透過報紙、雜誌和電台來獲取最新資訊。小說中的主要媒體為《預言家日報》和《謬論家》。

### 預言家日報
《預言家日報》是英國巫師社會最大的日報，卻缺乏新聞誠信，更關心銷量而非事實，並且經常成為魔法部的喉舌。正如麗塔·史譏所說，「《預言家日報》的存在是為了推銷自己！」《預言家日報》後來推出晚報版本《預言家晚報》，也有周末版本《周日預言家》。

### 謬論家
《謬論家》（The Quibbler）是中首次提到的巫師雜誌，以陰謀論與奇獸學為主題，總編輯是露娜的父親贊諾·羅古德。

### 其他出版物
- 《實用魔藥大師》（The Practical Potioneer），僅在中被提及，阿不思·鄧不利多曾於該刊物發表論文。
- 《今日變形學》（Transfiguration Today）是學術性刊物，阿不思·鄧不利多年輕時曾在該刊物發表論文。
- 《女巫周刊》（Witch Weekly），讀者多為女巫，報導內容偏向小測驗、食譜或名人新聞。該刊亦曾刊登麗塔·史譏的八卦報導。

### 電台
巫師世界中最受歡迎的廣播電台是巫師無線電聯播（Wizarding Wireless Network，簡稱WWN），哈利從收聽WWN的同齡人那裡認識到流行巫師樂隊怪姐妹（The Weird Sisters）。在中，哈利於衛斯理家共度聖誕節，衛斯理一家於網絡上收聽瑟莉堤娜·華蓓（Celestina Warbeck）的節目。
有些魔法的收音機是基於閥門開關的，但它們並不是如麻瓜裝置般那樣並排放置的，而是透過把一個個閥門嵌套於另一個來構建。這可能暗示著一種類似於七極或八極線路超外差的解調技術，但其中包括了功率級驅動揚聲器。
榮恩於中向哈利和妙麗推薦了電台節目《波特觀察（Potterwatch）》，那是一個反佛地魔的巫師地下電台節目，由李·喬丹主持，需要暗號才能收聽。在裡，電台與其餘媒體一樣都被佛地魔勢力控制。三人組收聽的這個節目以鳳凰社的不同成員為主題，並支持著哈利·波特與鳳凰會。

## 飲食
以下是巫師世界獨有的食物和飲料：

### 魔法糖果
故事裡提及了眾多甜點零食，當中許多小吃有奇異的副作用，特別是那些由弗雷和喬治·衛斯理創造的那些。大多數糖果都可以在蜂蜜公爵糖果店或霍格華茲特快列車上的糖果手推車上找到。鄧不利多似乎偏愛這些小吃，因為他經常使用它們的名稱作為密碼。

### 奶油啤酒
奶油啤酒（Butterbeer）是年輕巫師的首選飲品。在中，哈利才首次嘗到這裡飲料。雖然家庭小精靈們會因為奶油啤酒中的酒精含量而醉倒，然而它對巫師和女巫的影響是微乎其微的。羅琳在接受《Bon Appétit》雜誌採訪時指，她會想像它為「嘗起來有點像不會很膩的奶油糖果」。奶油啤酒可以冷飲或熱飲，但無論以哪種方式飲用，它都有讓人溫暖的效果。
最早提到奶油啤酒的是在1588年於倫敦出版的《廚房好主婦的女僕（The Good Huswifes Handmaide for the Kitchin）》，它由啤酒、糖、雞蛋、肉荳蔻、丁香和黃油製成；另一個奶油啤酒的舊配方，由羅伯特·梅（Robert May）於1664年出版，那是從他的食譜書《成功的廚師（The Accomplisht Cook）》而來，該配方要求添加甘草根和茴香；英國名廚赫斯頓·布盧門撒爾替其節目《赫斯頓的都鐸盛宴（Heston's Tudor Feast）》重新製作了這種飲料。
有關方面於2010年4月宣布，一種以奶油啤酒來命名的飲料將會在奧蘭多環球影城度假村的哈利·波特的魔法世界出售。該款飲料也在倫敦華納兄弟工作室巡迴演出期間出售。它由J.K.羅琳親自試過，那是一種擁有甜味且不含酒精的飲料。根據《紐約時報》文化部的一名專職編集尼爾·根茨林格的說法，這種飲料「跟優質奶油蘇打水沒什麼差」。

### 火燒威士忌
火燒威士忌（Firewhisky）是一種酒精類飲品，17歲以下的巫師不得飲用；然而，這規則並非總是被遵循。火燒威士忌被描述為飲用者於飲用時會把他們喉嚨灼傷的一種飲品。它可以被視為一種非常濃烈的威士忌，並且從各方面來說都是如此使用。在最後一部小說中，當瘋眼穆迪於最後的飛行中去世時，一眾角色於喝了它，以減輕震驚並為其生命乾杯。海格也把它喝了，雖然容量還要大得多。

### 紫羅蘭水
紫羅蘭水（Gillywater）是一種在哈利波特世界中出售的飲料。麥教授在中喝了這種飲品，而露娜·羅古德於也喝了它。

### 南瓜汁
南瓜汁（Pumpkin juice）是魔法世界以及霍格華茲學生喜愛的冷飲。它可以在任何場合飲用，例如早餐、午餐、宴會或其他場合。南瓜汁似乎等同於麻瓜世界中柳橙汁的角色。南瓜汁很容易就可以買到，也可以在霍格華茲特快列車上購買。
南瓜汁繼奶油啤酒之後成為環球影城哈利波特魔法世界主題公園的特色飲料。根據《紐約時報》的尼爾·根茨林格的評論，「（盛於一個可愛的南瓜頂瓶子中的）南瓜汁比園內的奶油啤酒有趣得多，也許是因為實際的南瓜似乎很少──它更像是一款裡面放了一個小南瓜的活潑蘋果酒。」

## 其他
羅琳在撰寫《哈利波特》前花了很多時間確立魔法世界的規則與極限，她曾在接受採訪時說：「創造一個奇幻世界最重要的是決定角色不能做什麼」，例如她再三強調的就是魔法並不能讓人死而復生。在魔法世界，巫師從年幼起就必須學習如何控制及使用魔法，他們於童年時容易在壓力極大的情況下不經意地施展魔法，就像哈利被佩妮阿姨把頭髮剪得極短後，他無意間讓頭髮在一夜間復原。
大多數的魔法都是透過魔杖來施展，在每名巫師購買自己的魔杖時，魔杖會選擇其主人；魔杖製造者奧利凡德先生曾對哈利說，若巫師使用了屬於別人的魔杖，其魔法效果就會大打折扣。

## 外部連結
- Fandom上的更多相关：Harry Potter（英文）
- Pottermore（页面存档备份，存于）（英文）
- 魔法世界官網（页面存档备份，存于）（英文）
- 哈利波特電影（页面存档备份，存于），華納兄弟官網（英文）